# فورت لودرديل
فورت لاودردال (بالإنجليزية: Fort Lauderdale)‏ هي مدينة أمريكية تقع في ولاية فلوريدا. تبلغ مساحة هذه المدينة 93.3 (كم²)،ويبلغ عدد سكانها 165,521 (قائمة مدن الولايات المتحدة حسب عدد السكان) نسمة حسب إحصاء سنة 2010 م 165,521 (قائمة مدن الولايات المتحدة حسب عدد السكان).

## التركيبة السكانية
حدّد مكتب تعداد الولايات المتحدة بيانات التركيبة السكانية لفورت لودرديل في تعداد الولايات المتحدة. في ما يلي، التركيبة السكانية حسب تعدادي 2000 و 2010.

### تعداد عام 2000
بلغ عدد سكان فورت لودرديل 152,397 نسمة بحسب تعداد عام 2000، وبلغ عدد الأسر 68,468 أسرة وعدد العائلات 32,996 عائلة مقيمة في المدينة. في حين سجلت الكثافة السكانية 1,621.1 نسمة لكل كيلومتر مربع (4,198.6/ميل2). وبلغ عدد الوحدات السكنية 80,862 وحدة بمتوسط كثافة قدره 860.1 لكل كيلومتر مربع (2,227.6/ميل2).
وتوزع التركيب العرقي للمدينة بنسبة 64.27% من البيض و 28.88% من الأمريكيين الأفارقة و 0.23% من الأمريكيين الأصليين و 1.03% من الأمريكيين ذوي الأصول الآسيوية و 0.05% من سكان جزر المحيط الهادئ و 1.76% من الأعراق الأخرى و 3.79% من عرقين مختلطين أو أكثر و 9.45% من الهسبانيون أو اللاتينيون من أي عرق.
بلغ عدد الأسر 68,468 أسرة كانت نسبة 22.5% منها لديها أطفال تحت سن الثامنة عشر تعيش معهم، وبلغت نسبة الأزواج القاطنين مع بعضهم البعض 32.2% من أصل المجموع الكلي للأسر، ونسبة 11.5% من الأسر كان لديها معيلات من الإناث دون وجود شريك، بينما كانت نسبة 4.5% من الأسر لديها معيلون من الذكور دون وجود شريكة وكانت نسبة 51.8% من غير العائلات. تألفت نسبة 40.3% من أصل جميع الأسر من عدة أفراد يعيشون في نفس المنزل ونسبة 11.7% كانت تتألف من شخص يعيش بمفرده يبلغ من العمر 65 عاماً أو أكثر. وبلغ متوسط حجم الأسرة المعيشية 2.14، أما متوسط حجم العائلات فبلغ 2.97.
بلغ العمر الوسطي للسكان 39.3 عاماً. وكانت نسبة 19.2% من القاطنين تحت سن الثامنة عشر، وكانت نسبة 7% بين الثامنة عشر والرابعة والعشرين عاماً، ونسبة 31.2% كانت واقعةً في الفئة العمرية ما بين الخامسة والعشرين والرابعة والأربعين عاماً، ونسبة 24.2% كانت ما بين الخامسة والأربعين والرابعة والستين، ونسبة 14.7% كانت ضمن فئة الخامسة والستين عاماً فما فوق. يوجد لكل 100 أنثى 106.0 ذكر، ويوجد لكل 100 أنثى في الثامنة عشر من عمرها فما فوق 106.5 ذكر.
بلغ متوسط دخل الأسرة في المدينة 24,262 دولارًا، أما متوسط دخل العائلة فبلغ 26,687 دولارًا. وكان متوسط دخل الذكور 22,070 دولارًا مقابل 18,995 دولارًا للإناث. وسجل دخل الفرد الخاص بالمدينة 10,977 دولارًا. وكانت نسبة 28.8% من العائلات ونسبة 31.9% من السكان تحت خط الفقر، وكان من هؤلاء نسبة 42.5% تحت سن الثامنة عشر ونسبة 28.8% في الخامسة والستين من العمر وما فوق.

### تعداد عام 2010
بلغ عدد سكان فورت لودرديل 165,521 نسمة بحسب تعداد عام 2010، وبلغ عدد الأسر 74,786 أسرة وعدد العائلات 35,561 عائلة مقيمة في المدينة. في حين سجلت الكثافة السكانية 1,760.7 نسمة لكل كيلومتر مربع (4,560.2/ميل2). وبلغ عدد الوحدات السكنية 93,159 وحدة بمتوسط كثافة قدره 990.9 لكل كيلومتر مربع (2,566.4/ميل2).
وتوزع التركيب العرقي للمدينة بنسبة 62.64% من البيض و 30.96% من الأمريكيين الأفارقة و 0.27% من الأمريكيين الأصليين و 1.48% من الأمريكيين ذوي الأصول الآسيوية و 0.05% من سكان جزر المحيط الهادئ و 2.49% من الأعراق الأخرى و 2.12% من عرقين مختلطين أو أكثر و 13.75% من الهسبانيون أو اللاتينيون من أي عرق.
بلغ عدد الأسر 74,786 أسرة كانت نسبة 21.1% منها لديها أطفال تحت سن الثامنة عشر تعيش معهم، وبلغت نسبة الأزواج القاطنين مع بعضهم البعض 30.4% من أصل المجموع الكلي للأسر، ونسبة 12.3% من الأسر كان لديها معيلات من الإناث دون وجود شريك، بينما كانت نسبة 4.8% من الأسر لديها معيلون من الذكور دون وجود شريكة وكانت نسبة 52.4% من غير العائلات. تألفت نسبة 39.4% من أصل جميع الأسر من عدة أفراد يعيشون في نفس المنزل ونسبة 11.1% كانت تتألف من شخص يعيش بمفرده يبلغ من العمر 65 عاماً أو أكثر. وبلغ متوسط حجم الأسرة المعيشية 2.17، أما متوسط حجم العائلات فبلغ 3.00.
بلغ العمر الوسطي للسكان 42.2 عاماً. وكانت نسبة 17.6% من القاطنين تحت سن الثامنة عشر، وكانت نسبة 8.1% بين الثامنة عشر والرابعة والعشرين عاماً، ونسبة 28.4% كانت واقعةً في الفئة العمرية ما بين الخامسة والعشرين والرابعة والأربعين عاماً، ونسبة 30.6% كانت ما بين الخامسة والأربعين والرابعة والستين، ونسبة 15.3% كانت ضمن فئة الخامسة والستين عاماً فما فوق. وتوزع التركيب الجنسي للسكان بنسبة 52.8% ذكور و 47.2% إناث.

## المناخ
يظهر الجدول التالي التغييرات المناخية على مدار السنة لفورت لودرديل:
| البيانات المناخية لـفورت لودرديل  | البيانات المناخية لـفورت لودرديل | البيانات المناخية لـفورت لودرديل | البيانات المناخية لـفورت لودرديل | البيانات المناخية لـفورت لودرديل | البيانات المناخية لـفورت لودرديل | البيانات المناخية لـفورت لودرديل | البيانات المناخية لـفورت لودرديل | البيانات المناخية لـفورت لودرديل | البيانات المناخية لـفورت لودرديل | البيانات المناخية لـفورت لودرديل | البيانات المناخية لـفورت لودرديل | البيانات المناخية لـفورت لودرديل | البيانات المناخية لـفورت لودرديل |
| الشهر                             | يناير                            | فبراير                           | مارس                             | أبريل                            | مايو                             | يونيو                            | يوليو                            | أغسطس                            | سبتمبر                           | أكتوبر                           | نوفمبر                           | ديسمبر                           | المعدل السنوي                    |
| --------------------------------- | -------------------------------- | -------------------------------- | -------------------------------- | -------------------------------- | -------------------------------- | -------------------------------- | -------------------------------- | -------------------------------- | -------------------------------- | -------------------------------- | -------------------------------- | -------------------------------- | -------------------------------- |
| الدرجة القصوى °ف (°م)             | 88 (31)                          | 90 (32)                          | 94 (34)                          | 97 (36)                          | 96 (36)                          | 100 (38)                         | 99 (37)                          | 100 (38)                         | 99 (37)                          | 95 (35)                          | 91 (33)                          | 90 (32)                          | 100 (38)                         |
| متوسط درجة الحرارة الكبرى °ف (°م) | 75.4 (24.1)                      | 76.7 (24.8)                      | 78.5 (25.8)                      | 81.9 (27.7)                      | 85.6 (29.8)                      | 88.7 (31.5)                      | 89.8 (32.1)                      | 90.4 (32.4)                      | 88.8 (31.6)                      | 85.8 (29.9)                      | 81.0 (27.2)                      | 76.9 (24.9)                      | 83.3 (28.5)                      |
| متوسط درجة الحرارة الصغرى °ف (°م) | 57.1 (13.9)                      | 59.0 (15.0)                      | 61.6 (16.4)                      | 65.9 (18.8)                      | 70.7 (21.5)                      | 74.4 (23.6)                      | 75.4 (24.1)                      | 75.8 (24.3)                      | 75.2 (24.0)                      | 71.8 (22.1)                      | 65.7 (18.7)                      | 60.3 (15.7)                      | 67.7 (19.8)                      |
| أدنى درجة حرارة °ف (°م)           | 28 (−2)                          | 28 (−2)                          | 32 (0)                           | 40 (4)                           | 49 (9)                           | 57 (14)                          | 64 (18)                          | 66 (19)                          | 61 (16)                          | 44 (7)                           | 35 (2)                           | 29 (−2)                          | 28 (−2)                          |
| معدل هطول الأمطار إنش (مم)        | 3.63 (92)                        | 2.96 (75)                        | 3.36 (85)                        | 2.89 (73)                        | 4.65 (118)                       | 10.16 (258)                      | 5.98 (152)                       | 7.44 (189)                       | 8.59 (218)                       | 6.82 (173)                       | 3.24 (82)                        | 2.46 (62)                        | 62.18 (1٬579)                    |
| متوسط الأيام الممطرة (≥ 0.01 in)  | 5.0                              | 6.1                              | 6.9                              | 5.4                              | 8.8                              | 15.9                             | 15.9                             | 15.7                             | 15.8                             | 10.6                             | 8.1                              | 8.1                              | 122.3                            |
| المصدر:                           |                                  |                                  |                                  |                                  |                                  |                                  |                                  |                                  |                                  |                                  |                                  |                                  |                                  |

## توأمة
لفورت لودرديل اتفاقيات توأمة مع كل من:
- البيرة
- البندقية
- ريميني
- Metropolitan Borough of Sefton [الإنجليزية]‏
- ماتارو
- دويسبورغ (2011 - )
- بنما
- حيفا
- ميديلين
- مار دل بلاتا
- أستراخان (1996 - )

## أعلام
- آرشي شيب
- ويل إيسنر
- كريس إيفرت
- بايل ماديسون
- ديفيد كاسيدي
- إيمي دوماس
- جاكي غليسون
- جاكو باستوريوس
- ليسلي نيلسن
- روبي جينيبري